# Zhang Hao (patinador)
Zhang Hao (em chinês simplificado: 张昊; em chinês tradicional: 張昊; em pinyin: Zhāng Hào; Harbin, Heilongjiang, 6 de julho de 1984) é um patinador artístico chinês que compete em competições de duplas. Ele conquistou uma medalha de prata olímpica em 2006 ao lado de Zhang Dan.

## Principais resultados

### Com Yu Xiaoyu
| Resultados                                                            | Resultados       | Resultados       | Resultados    | Resultados    | Resultados    | Resultados    | Resultados    | Resultados    | Resultados    | Resultados    | Resultados    | Resultados    | Resultados    | Resultados    |
| Internacional                                                         | Internacional    | Internacional    | Internacional | Internacional | Internacional | Internacional | Internacional | Internacional | Internacional | Internacional | Internacional | Internacional | Internacional | Internacional |
| Evento/Temporada                                                      | 2016– 2017       | 2017– 2018       |               |               |               |               |               |               |               |               |               |               |               |               |
| --------------------------------------------------------------------- | ---------------- | ---------------- | ------------- | ------------- | ------------- | ------------- | ------------- | ------------- | ------------- | ------------- | ------------- | ------------- | ------------- | ------------- |
| Jogos Olímpicos                                                       |                  | 8.º              |               |               |               |               |               |               |               |               |               |               |               |               |
| Campeonato Mundial                                                    | 4.º              | 7.º              |               |               |               |               |               |               |               |               |               |               |               |               |
| Campeonato dos Quatro Continentes                                     | 4.º              |                  |               |               |               |               |               |               |               |               |               |               |               |               |
| GP Grand Prix Final                                                   | Medalha de prata | 6.º              |               |               |               |               |               |               |               |               |               |               |               |               |
| GP Cup of China                                                       | Medalha de ouro  | Medalha de prata |               |               |               |               |               |               |               |               |               |               |               |               |
| GP Skate America                                                      |                  | Medalha de prata |               |               |               |               |               |               |               |               |               |               |               |               |
| GP Skate Canada International                                         | Medalha de prata |                  |               |               |               |               |               |               |               |               |               |               |               |               |
| Coupe Internationale de Nice                                          |                  | Medalha de ouro  |               |               |               |               |               |               |               |               |               |               |               |               |
| Jogos Asiáticos de Inverno                                            | Medalha de ouro  |                  |               |               |               |               |               |               |               |               |               |               |               |               |
| Nacional                                                              |                  |                  |               |               |               |               |               |               |               |               |               |               |               |               |
| Campeonato Chinês                                                     |                  | Medalha de ouro  |               |               |               |               |               |               |               |               |               |               |               |               |
| Equipes                                                               |                  |                  |               |               |               |               |               |               |               |               |               |               |               |               |
| Jogos Olímpicos                                                       |                  | 6.º 6T/5P        |               |               |               |               |               |               |               |               |               |               |               |               |
|                                                                       |                  |                  |               |               |               |               |               |               |               |               |               |               |               |               |
| Legenda: GP = Grand Prix Competição não foi disputada nesta temporada |                  |                  |               |               |               |               |               |               |               |               |               |               |               |               |

### Com Peng Cheng
| Resultados | Resultados    | Resultados        | Resultados        | Resultados        | Resultados    | Resultados    | Resultados    | Resultados    | Resultados    | Resultados    | Resultados    | Resultados    | Resultados    | Resultados    |
| Internacional | Internacional | Internacional     | Internacional     | Internacional     | Internacional | Internacional | Internacional | Internacional | Internacional | Internacional | Internacional | Internacional | Internacional | Internacional |
| Evento/Temporada | 2012– 2013    | 2013– 2014        | 2014– 2015        | 2015– 2016        |               |               |               |               |               |               |               |               |               |               |
| --- | ------------- | ----------------- | ----------------- | ----------------- | ------------- | ------------- | ------------- | ------------- | ------------- | ------------- | ------------- | ------------- | ------------- | ------------- |
| Jogos Olímpicos |               | 8.º               |                   |                   |               |               |               |               |               |               |               |               |               |               |
| Campeonato Mundial | 11.º          | 5.º               | 4.º               | 12.º              |               |               |               |               |               |               |               |               |               |               |
| Campeonato dos Quatro Continentes                                                                                     | 5.º           |                   | Medalha de prata  |                   |               |               |               |               |               |               |               |               |               |               |
| GP Grand Prix Final                                                                                                   |               | 4.º               | 4.º               | 6.º               |               |               |               |               |               |               |               |               |               |               |
| GP Cup of China | 5.º           | Medalha de bronze | Medalha de ouro   |                   |               |               |               |               |               |               |               |               |               |               |
| GP NHK Trophy |               | Medalha de prata  |                   |                   |               |               |               |               |               |               |               |               |               |               |
| GP Rostelecom Cup |               |                   |                   | Medalha de bronze |               |               |               |               |               |               |               |               |               |               |
| GP Skate America |               |                   | Medalha de bronze |                   |               |               |               |               |               |               |               |               |               |               |
| GP Skate Canada International                                                                                         |               |                   |                   | Medalha de prata  |               |               |               |               |               |               |               |               |               |               |
| GP Trophée Éric Bompard                                                                                               | 4.º           |                   |                   | 4.º               |               |               |               |               |               |               |               |               |               |               |
| Nacional |               |                   |                   |                   |               |               |               |               |               |               |               |               |               |               |
| Campeonato Chinês |               | Medalha de ouro   |                   |                   |               |               |               |               |               |               |               |               |               |               |
| Equipes |               |                   |                   |                   |               |               |               |               |               |               |               |               |               |               |
| Jogos Olímpicos |               | 7.º 7T/3P         |                   |                   |               |               |               |               |               |               |               |               |               |               |
| Troféu Mundial por Equipes                                                                                            | 5.º 5T/3P     |                   |                   |                   |               |               |               |               |               |               |               |               |               |               |
| |               |                   |                   |                   |               |               |               |               |               |               |               |               |               |               |
| Legenda: GP = Grand Prix; T = Posição da equipe; P = Posição individual; Competição não foi disputada nesta temporada |               |                   |                   |                   |               |               |               |               |               |               |               |               |               |               |

### Com Zhang Dan
| Resultados | Resultados       | Resultados        | Resultados        | Resultados        | Resultados        | Resultados        | Resultados       | Resultados        | Resultados       | Resultados        | Resultados        | Resultados    | Resultados       | Resultados    |
| Internacional | Internacional    | Internacional     | Internacional     | Internacional     | Internacional     | Internacional     | Internacional    | Internacional     | Internacional    | Internacional     | Internacional     | Internacional | Internacional    | Internacional |
| Evento/Temporada | 1999– 2000       | 2000– 2001        | 2001– 2002        | 2002– 2003        | 2003– 2004        | 2004– 2005        | 2005– 2006       | 2006– 2007        | 2007– 2008       | 2008– 2009        | 2009– 2010        | 2010– 2011    | 2011– 2012       |               |
| --- | ---------------- | ----------------- | ----------------- | ----------------- | ----------------- | ----------------- | ---------------- | ----------------- | ---------------- | ----------------- | ----------------- | ------------- | ---------------- | ------------- |
| Jogos Olímpicos |                  |                   | 11.º              |                   |                   |                   | Medalha de prata |                   |                  |                   | 5.º               |               |                  |               |
| Campeonato Mundial |                  |                   | 9.º               | 6.º               | 5.º               | Medalha de bronze | Medalha de prata | 5.º               | Medalha de prata | Medalha de prata  | 5.º               |               |                  |               |
| Campeonato dos Quatro Continentes |                  |                   | Medalha de bronze | Medalha de bronze | Medalha de prata  | Medalha de ouro   |                  |                   | Medalha de prata | Medalha de bronze | Medalha de ouro   |               |                  |               |
| GP Grand Prix Final |                  |                   |                   |                   | 6.º               | 5.º               | Medalha de prata | Medalha de bronze | Medalha de prata | Medalha de prata  | 6.º               |               | 4.º              |               |
| GP Cup of China |                  |                   |                   |                   |                   | Medalha de prata  |                  |                   |                  | Medalha de ouro   | Medalha de prata  |               | Medalha de prata |               |
| GP NHK Trophy |                  |                   |                   |                   |                   |                   | Medalha de ouro  | Medalha de prata  |                  |                   |                   |               |                  |               |
| GP Rostelecom Cup |                  |                   |                   |                   | Medalha de bronze | Medalha de ouro   |                  |                   | Medalha de ouro  | Medalha de ouro   |                   |               |                  |               |
| GP Skate America |                  |                   |                   | 4.º               | Medalha de bronze | Medalha de ouro   | Medalha de ouro  |                   |                  |                   | Medalha de bronze |               | Medalha de prata |               |
| GP Skate Canada International |                  |                   |                   |                   |                   |                   |                  | Medalha de ouro   |                  |                   |                   |               |                  |               |
| GP Trophée Éric Bompard |                  |                   |                   | 4.º               | Medalha de ouro   |                   |                  |                   | Medalha de ouro  |                   |                   |               |                  |               |
| Universíada |                  |                   |                   |                   |                   | Medalha de ouro   |                  | Medalha de ouro   |                  | Medalha de ouro   |                   |               |                  |               |
| Internacional – Júnior |                  |                   |                   |                   |                   |                   |                  |                   |                  |                   |                   |               |                  |               |
| Campeonato Mundial Júnior | 4.º              | Medalha de ouro   |                   | Medalha de ouro   |                   |                   |                  |                   |                  |                   |                   |               |                  |               |
| JGP JGP Final | 5.º              | Medalha de ouro   | Medalha de ouro   |                   |                   |                   |                  |                   |                  |                   |                   |               |                  |               |
| JGP JGP Canadá | Medalha de prata |                   |                   |                   |                   |                   |                  |                   |                  |                   |                   |               |                  |               |
| JGP JGP China |                  | Medalha de ouro   |                   | Medalha de ouro   |                   |                   |                  |                   |                  |                   |                   |               |                  |               |
| JGP JGP Itália |                  |                   | Medalha de ouro   |                   |                   |                   |                  |                   |                  |                   |                   |               |                  |               |
| JGP JGP Japão | Medalha de ouro  |                   |                   |                   |                   |                   |                  |                   |                  |                   |                   |               |                  |               |
| JGP JGP Noruega |                  | Medalha de ouro   |                   |                   |                   |                   |                  |                   |                  |                   |                   |               |                  |               |
| JGP JGP Suécia |                  |                   | Medalha de ouro   |                   |                   |                   |                  |                   |                  |                   |                   |               |                  |               |
| Nacional |                  |                   |                   |                   |                   |                   |                  |                   |                  |                   |                   |               |                  |               |
| Campeonato Chinês | Medalha de prata | Medalha de bronze | Medalha de bronze | Medalha de ouro   | Medalha de prata  |                   |                  |                   | Medalha de ouro  |                   |                   |               | Medalha de ouro  |               |
| Equipes |                  |                   |                   |                   |                   |                   |                  |                   |                  |                   |                   |               |                  |               |
| Troféu Mundial por Equipes |                  |                   |                   |                   |                   |                   |                  |                   |                  | 6.º 6T/1P         |                   |               |                  |               |
| |                  |                   |                   |                   |                   |                   |                  |                   |                  |                   |                   |               |                  |               |
| Legenda: GP = Grand Prix; JGP = Grand Prix Júnior; T = Posição da equipe; P = Posição individual; Competição não foi disputada nesta temporada |                  |                   |                   |                   |                   |                   |                  |                   |                  |                   |                   |               |                  |               |